# Home Building Association Bank
L'Home Building Association Bank' è un edificio storico situato a Newark, Ohio, progettato dall'architetto americano Louis Sullivan. Realizzato nel 1914 e aperto ufficialmente il 25 agosto 1915, si trova al numero uno di North Third Street, nel centro della città. Questo edificio è uno degli otto istituti bancari realizzati da Sullivan nelle piccole città del Midwest, ognuno dei quali rappresenta un esempio della sua visione moderna e ornamentale dell'architettura.

## Storia
L'Home Building Association Bank, noto anche come "The Old Home", venne concepito in un periodo di prosperità agricola e di crescita delle banche rurali nel Midwest. Questo movimento bancario cercava di rispondere alle necessità locali, favorendo la nascita di istituti finanziari in grado di sostenere l'economia agricola. Sullivan, incaricato di progettare varie banche nella regione, sviluppò uno stile architettonico monumentale ma al tempo stesso moderno, privo di richiami a modelli storici, che intendeva comunicare il cambiamento di ruolo delle banche rurali.

## Architettura
L'edificio è realizzato in muratura portante, caratteristica comune delle strutture progettate da Sullivan per le banche, e si distingue per la ricca decorazione di mattoni policromi e terracotta, segno distintivo del suo stile. Ogni banca progettata da Sullivan, inclusa l'Home Building Association Bank, venne pensata per armonizzarsi con il contesto architettonico circostante, generalmente collocandosi alla fine della strada principale di fronte alla piazza cittadina, come nel caso di Newark.
L'Home Building Association Bank, come le altre banche di Sullivan, mirava a esprimere una monumentalità moderna, reinterpretando il ruolo istituzionale delle banche senza appoggiarsi a stili architettonici del passato. L'abilità di Sullivan nell'ornamentazione si riflette nella ricca decorazione dell'edificio, creando una struttura che, pur essendo inserita in una piccola comunità, risalta per la sua bellezza e complessità.
Nel corso degli anni, l'edificio ha ospitato diversi tipi di attività, tra cui una macelleria, una gioielleria e, infine, una gelateria. Nonostante le modifiche interne apportate dai vari inquilini, il significato storico e architettonico dell'edificio è rimasto inalterato. Nel 1973, l'edificio è stato inserito nel National Register of Historic Places, riconoscendone il valore culturale e la sua importanza per la comunità di Newark.
Nel 2013, l'edificio è stato donato da Stephen Jones, un residente locale, alla Licking County Foundation. Dal 2014, la fondazione ha avviato, insieme al gruppo di volontari "Team Sullivan", un progetto di restauro per restituire alla comunità questo prezioso edificio e garantirne una sostenibilità economica. L'obiettivo è trasformarlo nella nuova sede di Explore Licking County, uno spazio pubblico aperto al pubblico per celebrare e studiare la storia e l'architettura locale.

## Galleria d'immagini

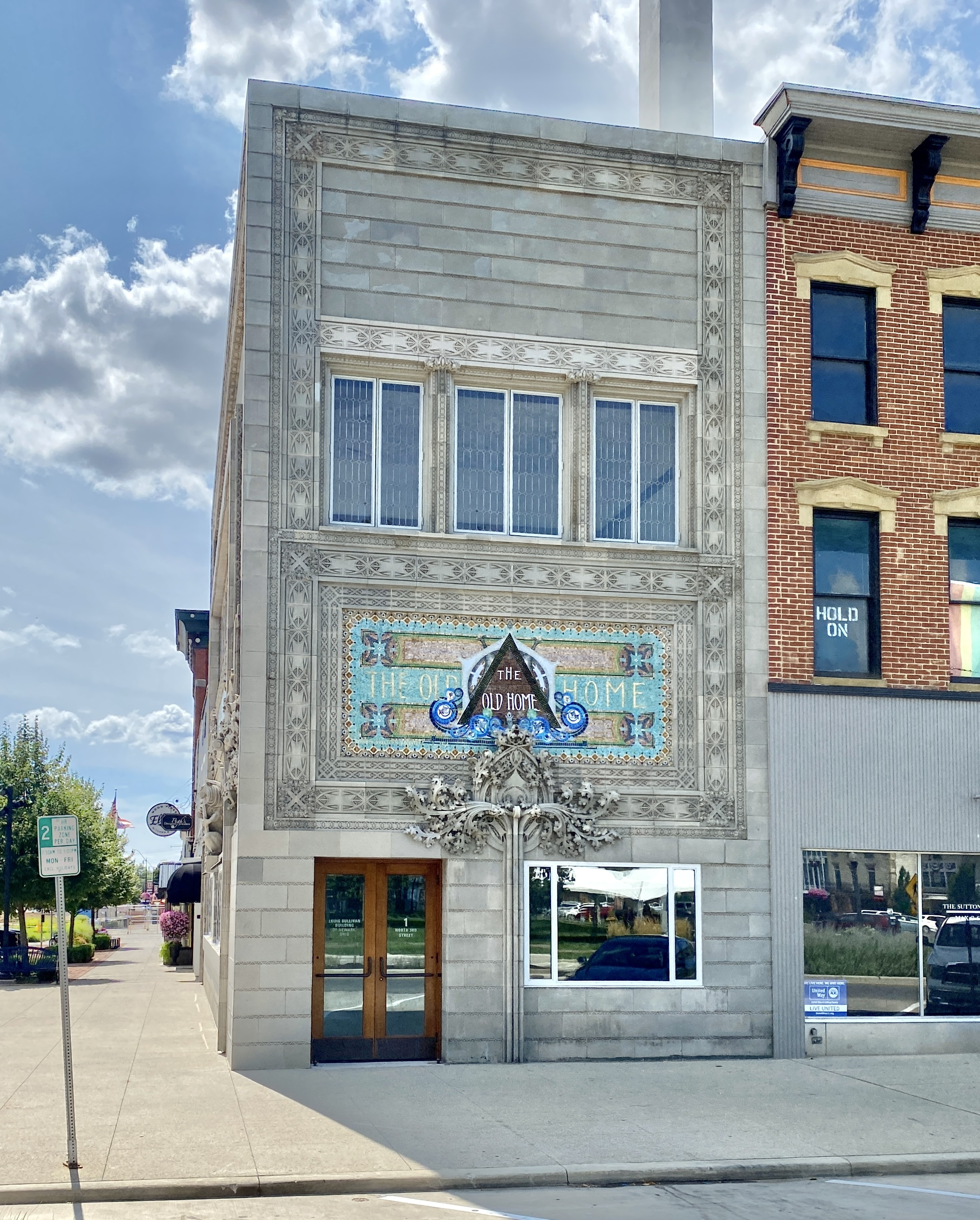
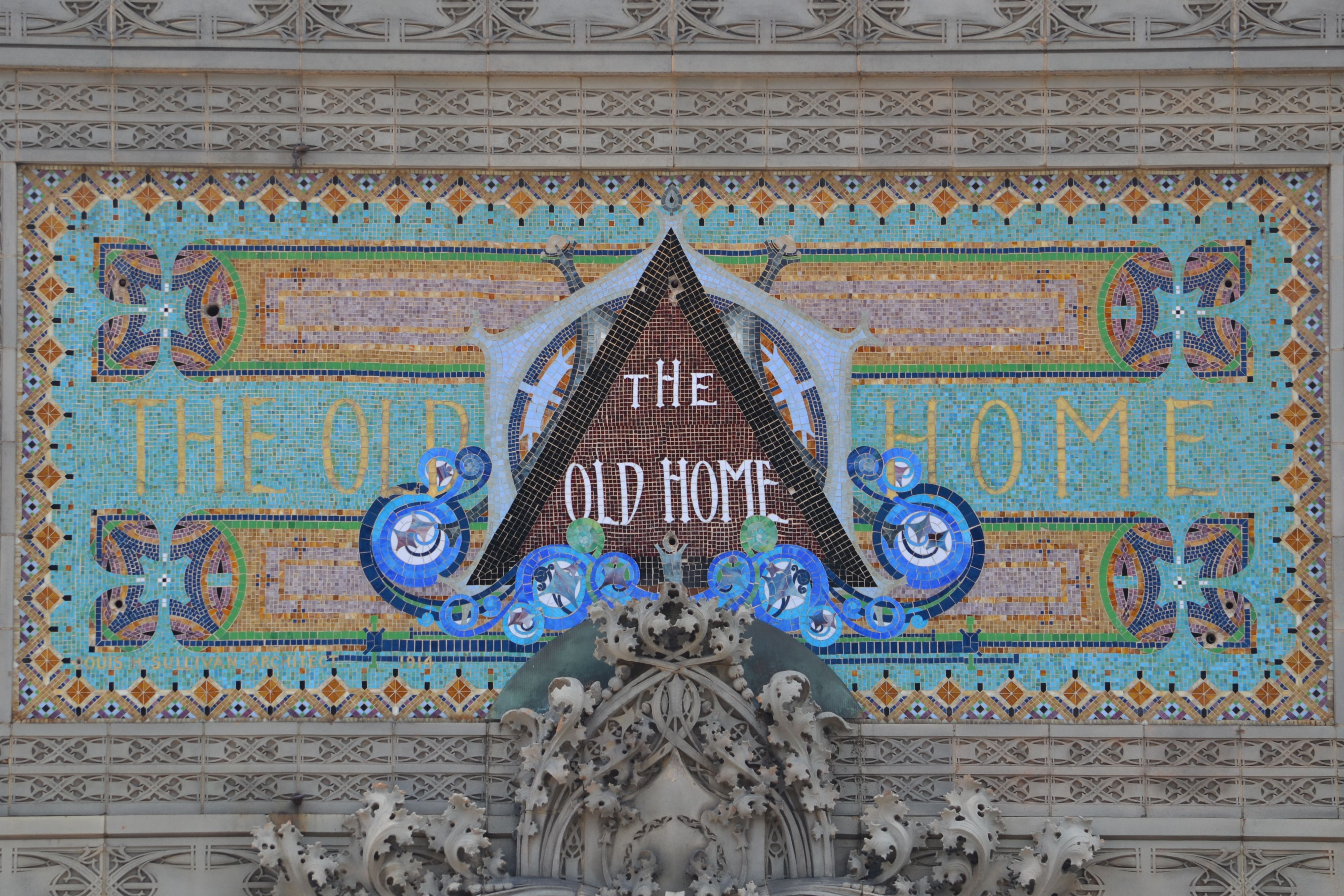
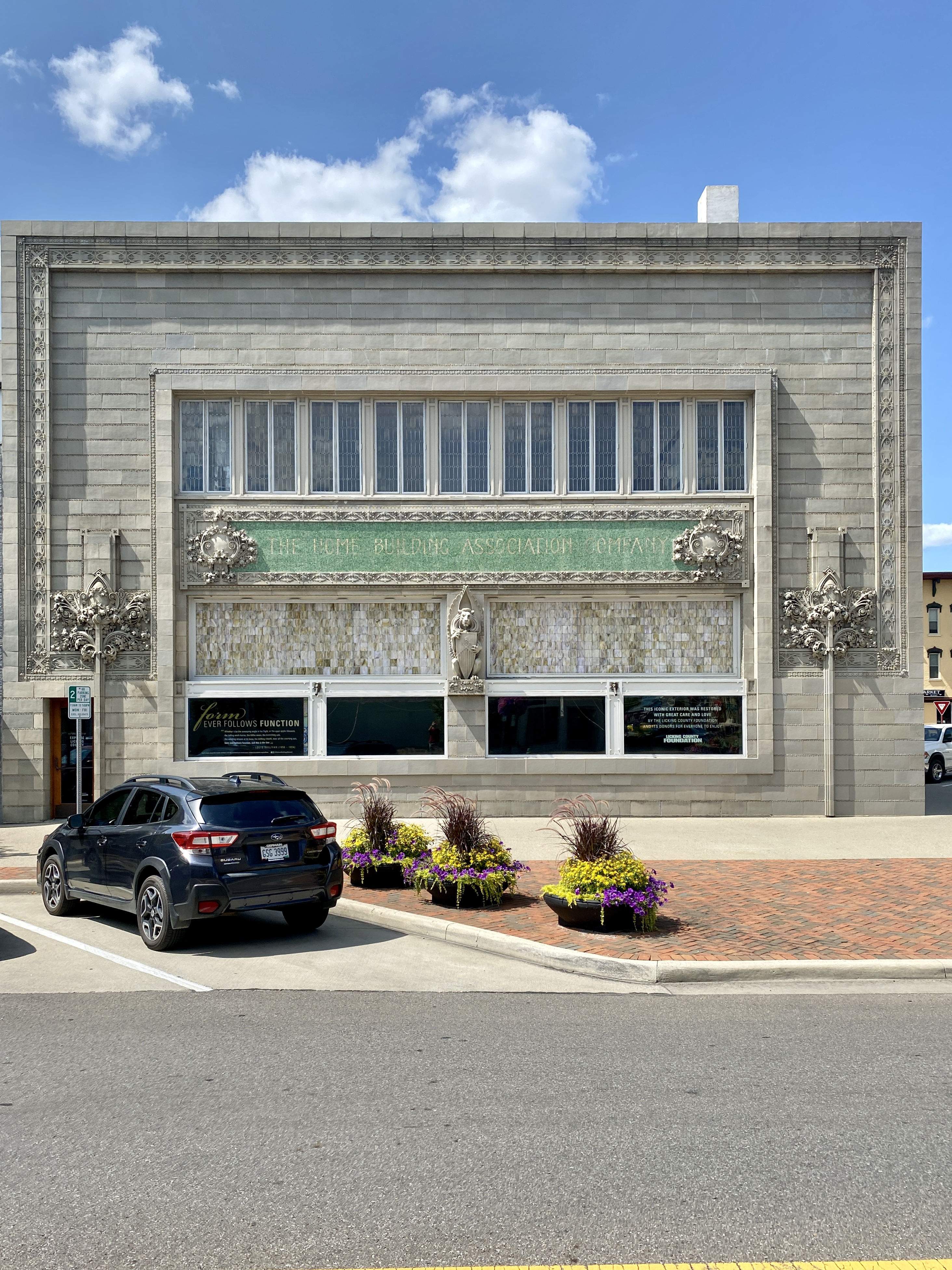
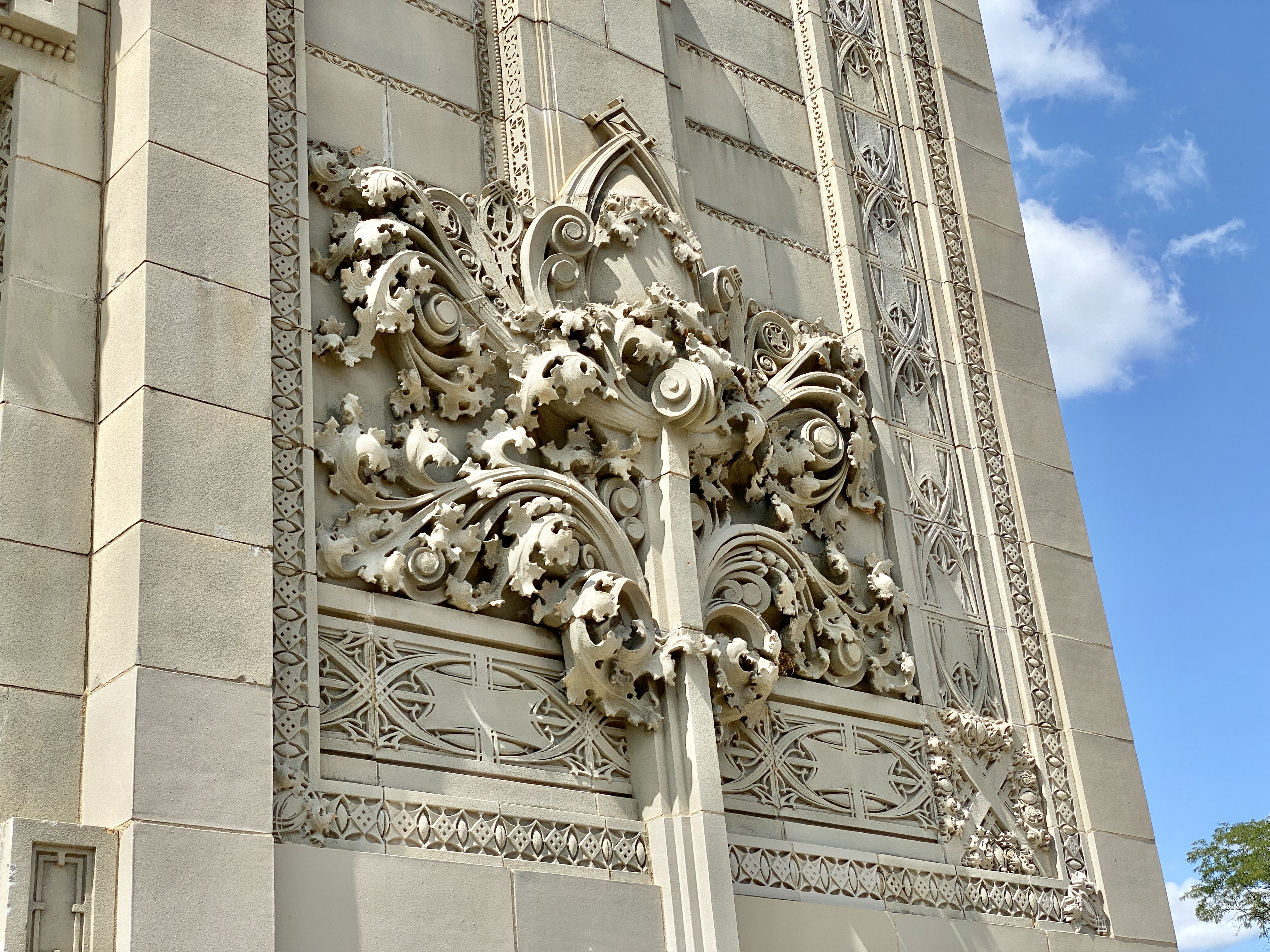
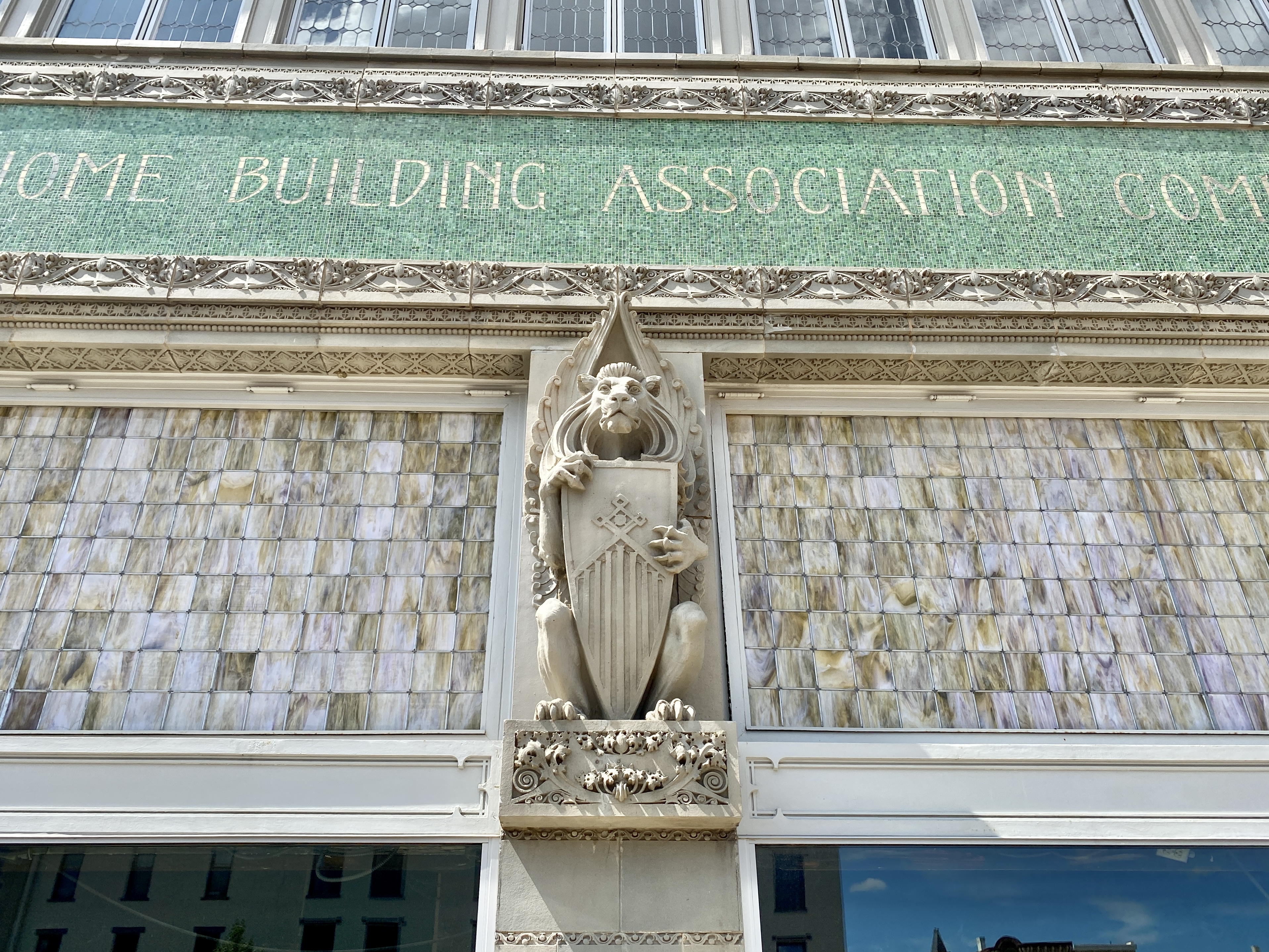
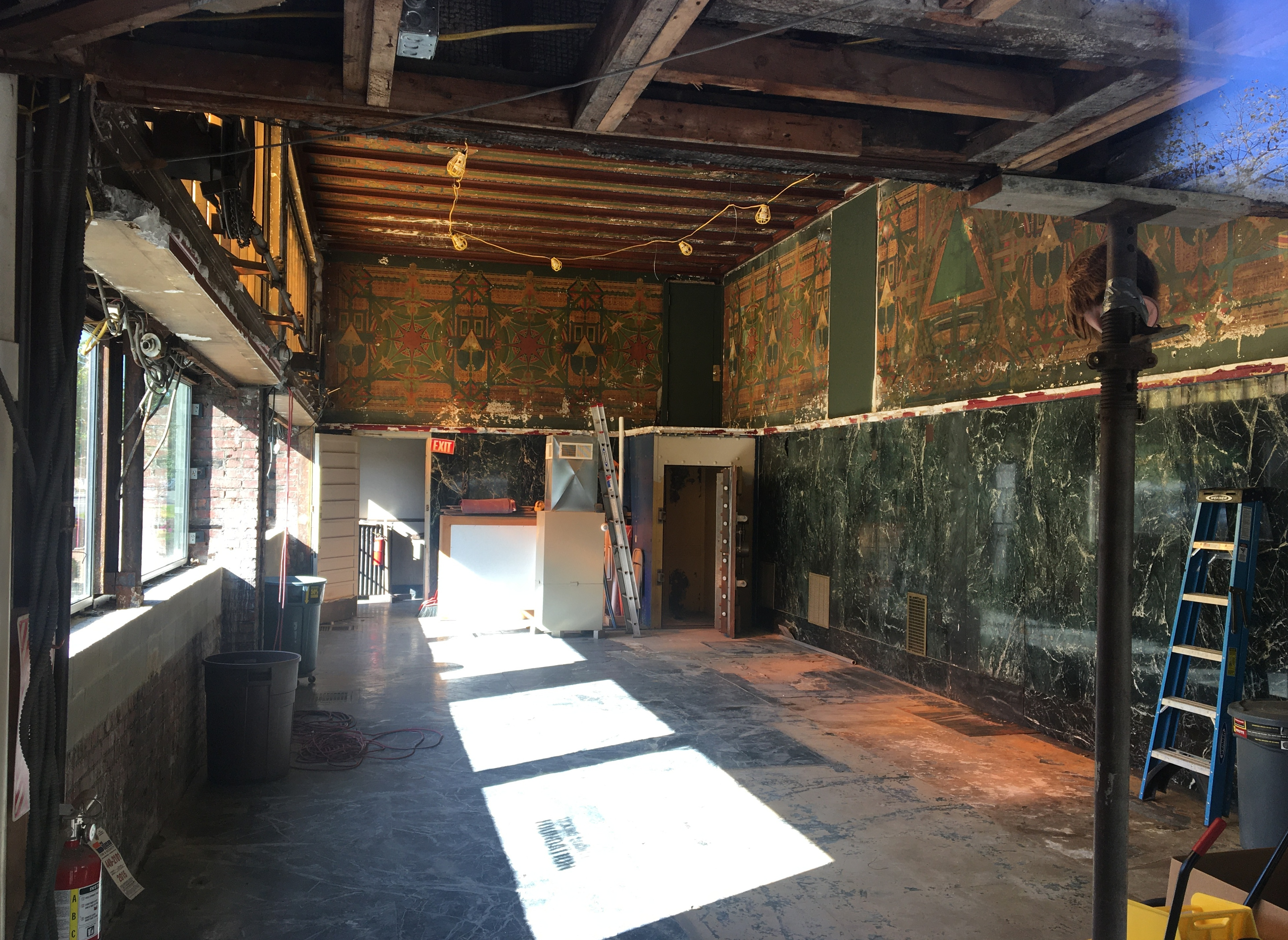
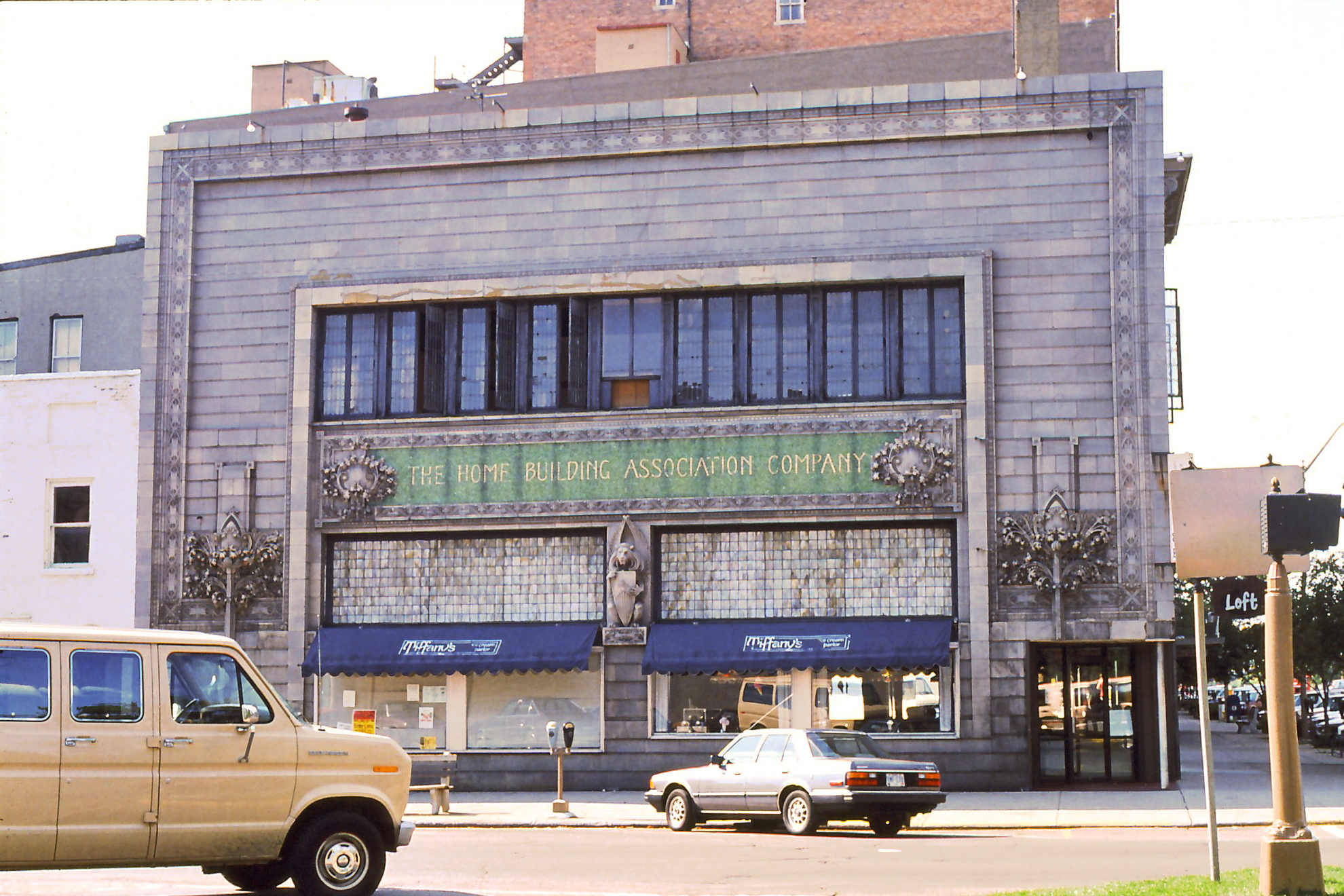
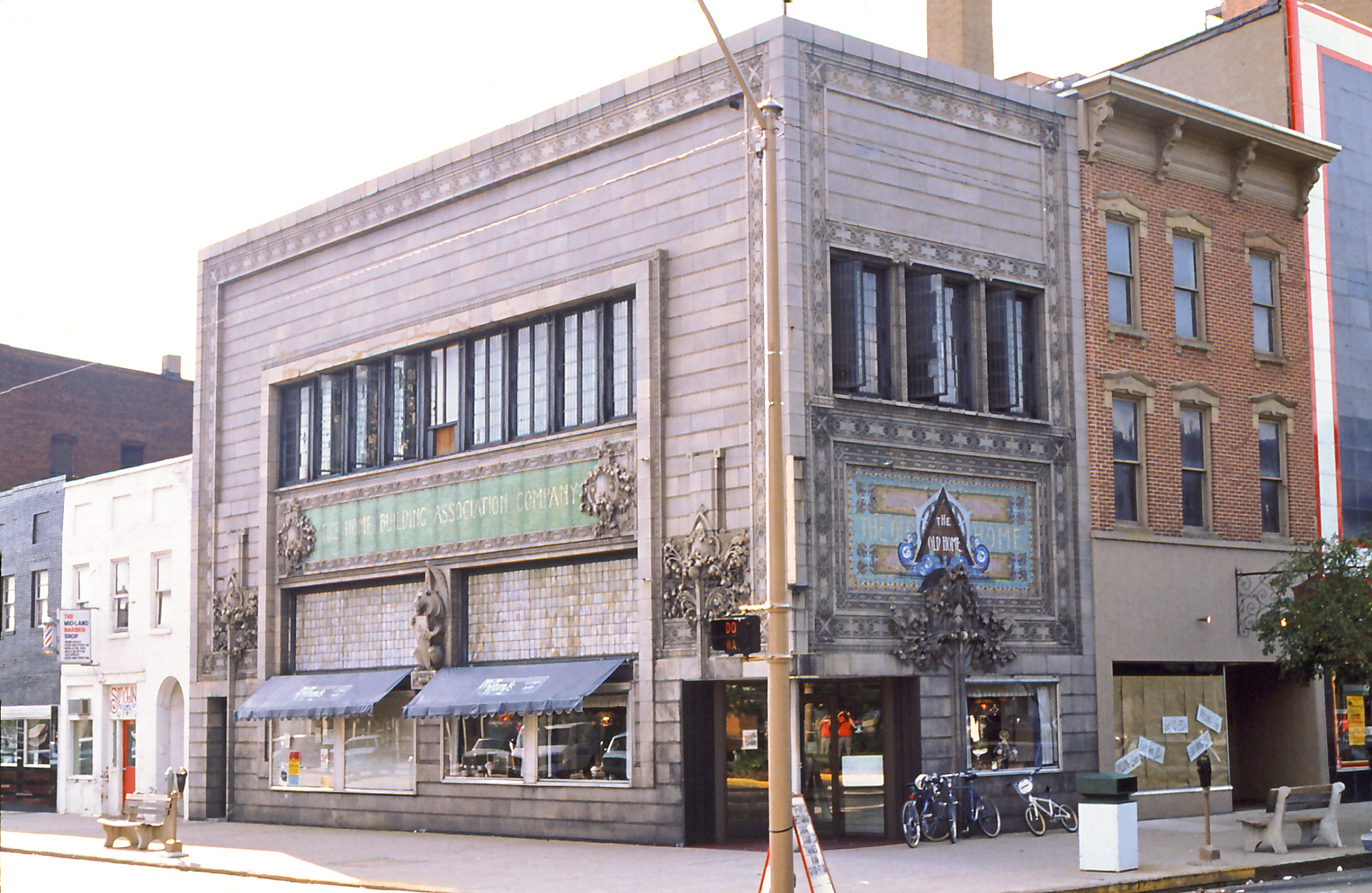